# Pachyloides
Pachyloides is een geslacht van hooiwagens uit de familie Gonyleptidae.
De wetenschappelijke naam Pachyloides is voor het eerst geldig gepubliceerd door Holmberg in 1878. 

## Soorten
Pachyloides omvat de volgende 15 soorten:
- Pachyloides alticola
- Pachyloides armatus
- Pachyloides bellicosus
- Pachyloides borellii
- Pachyloides calcartibialis
- Pachyloides cochuna
- Pachyloides fallax
- Pachyloides hades
- Pachyloides iheringi
- Pachyloides maculatus
- Pachyloides sicarius
- Pachyloides taurus
- Pachyloides thorellii
- Pachyloides tucumanus
- Pachyloides yungarum